# صناعة السيارات في اليابان

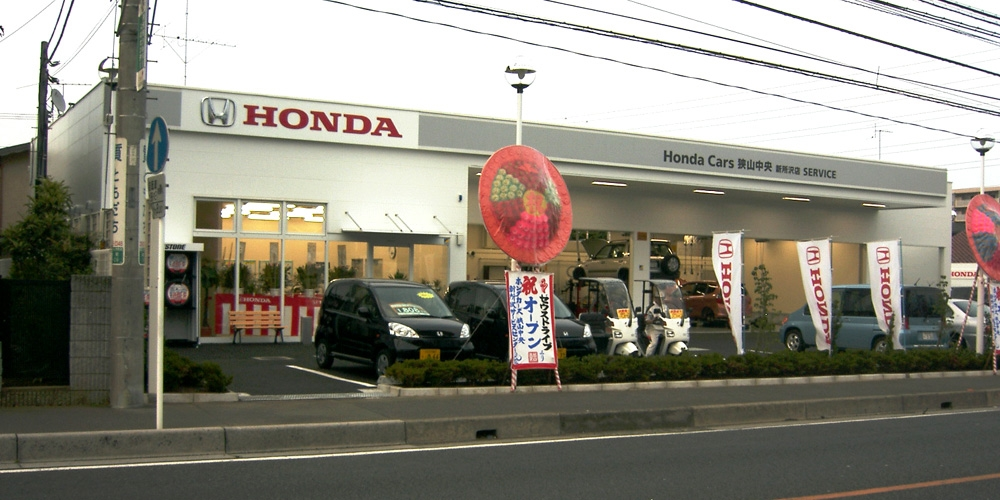
شركة هوندا في اليابان لبيع السيارات.

صناعة السيارات في اليابان؛ تعتبر واحدة من أهم الصناعات في اليابان وتتميز بالتكنولوجيا المتقدمة والجودة العالية.

## نظرة عامة
تنمو صناعة السيارات في اليابان باستمرار وتتطور. وتعد تويوتا أكبر شركة لصناعة السيارات في اليابان وواحدة من أكبر الشركات في العالم، حيث تشتهر بتقديم سيارات عالية الجودة مثل كامري وكورولا وراف فور. بالإضافة إلى تويوتا، تعمل شركات مثل هوندا ونيسان وسوبارو على تطوير سيارات مبتكرة وموثوقة.

## الشركات الرئيسية
اليابان موطن عددٍ كبير من الشركات المصنعة للسيارات، أهمها وأشهرها:
- تويوتا (Toyota).
- هوندا (Honda).
- نيسان (Nissan).
- اكيورا (ACURA).
- مازدا (Mazda).
- سوزوكي (Suzuki).
- ميتسوبيشي (Mitsubishi)

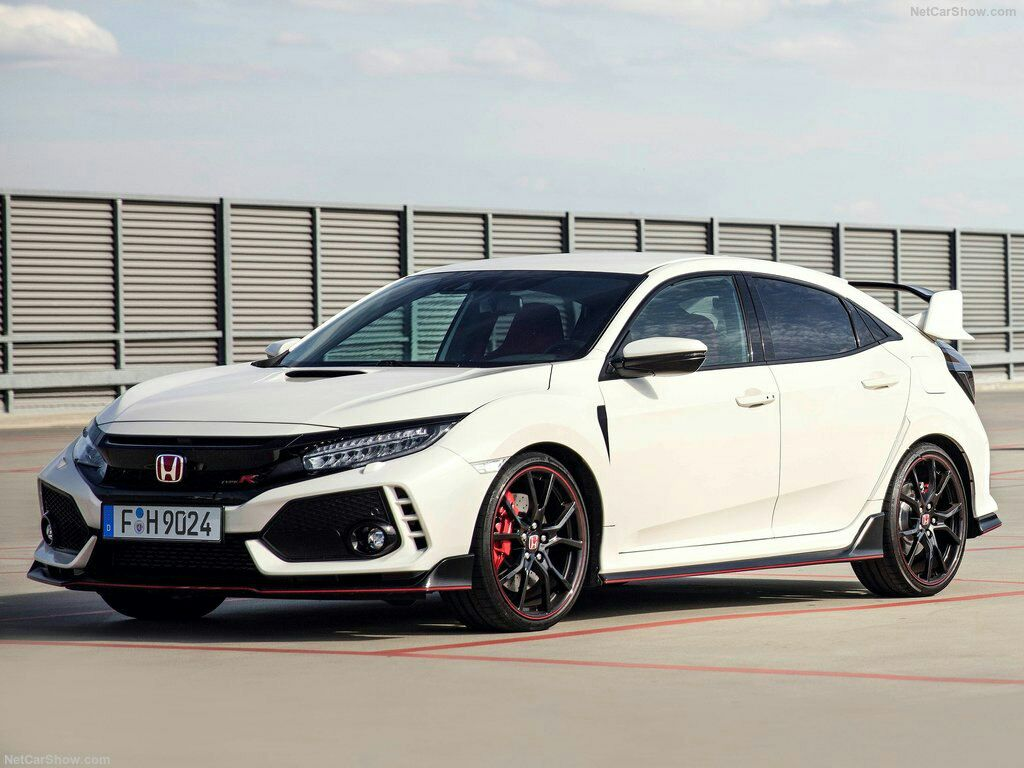
سيارة من شركة هوندا اليابانية.
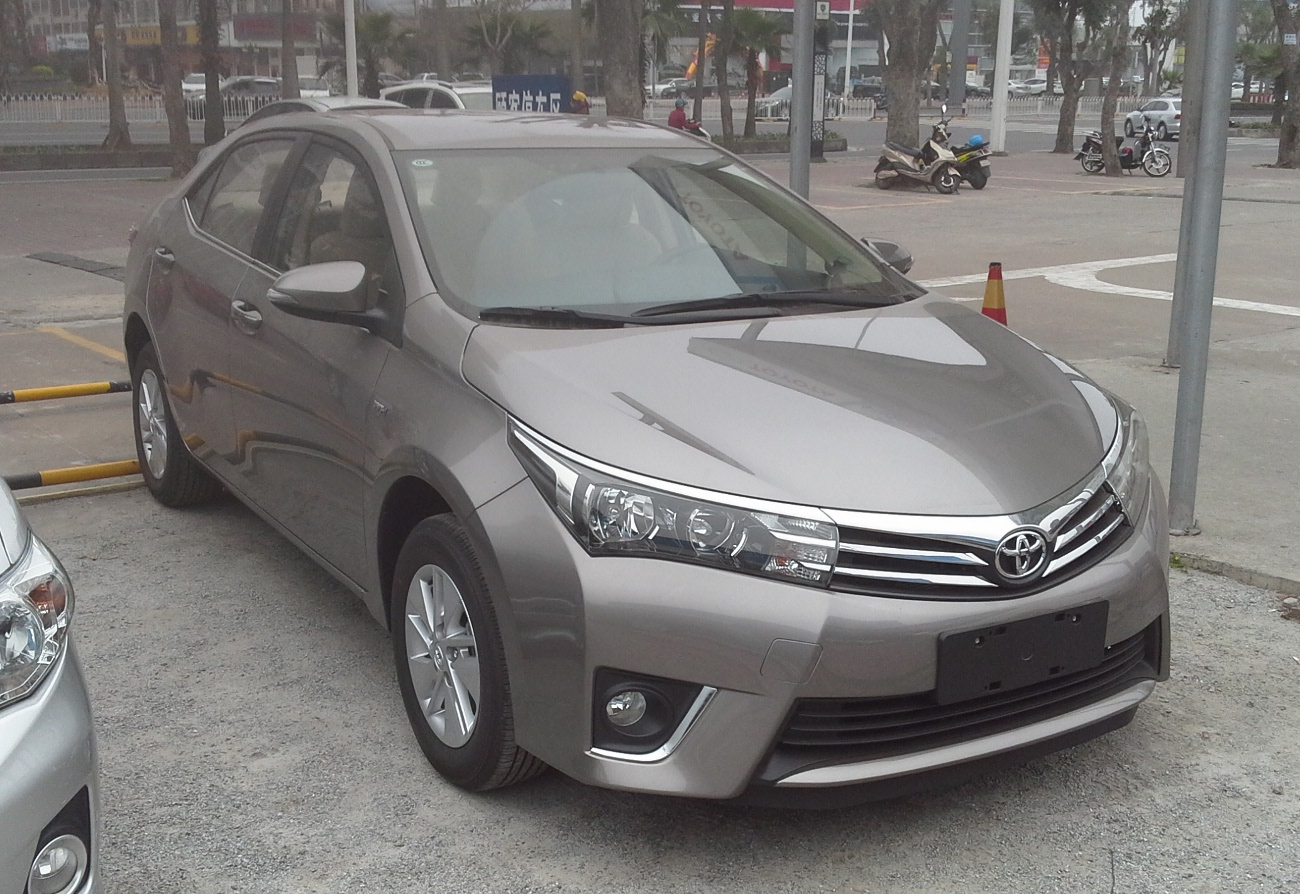
سيارة من شركة تويوتا.
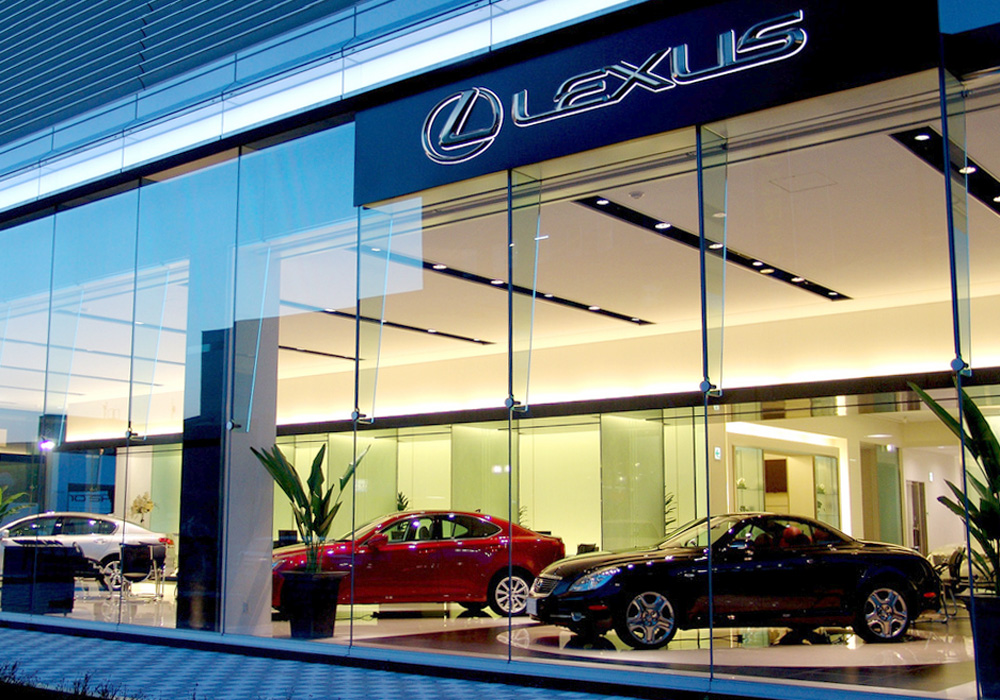
معرض شركة لكزس اليابانية لبيع السيارات.
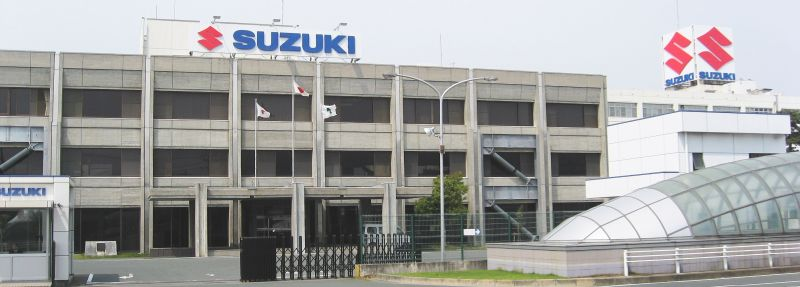
شركة سوزوكي اليابانية لبيع السيارات.
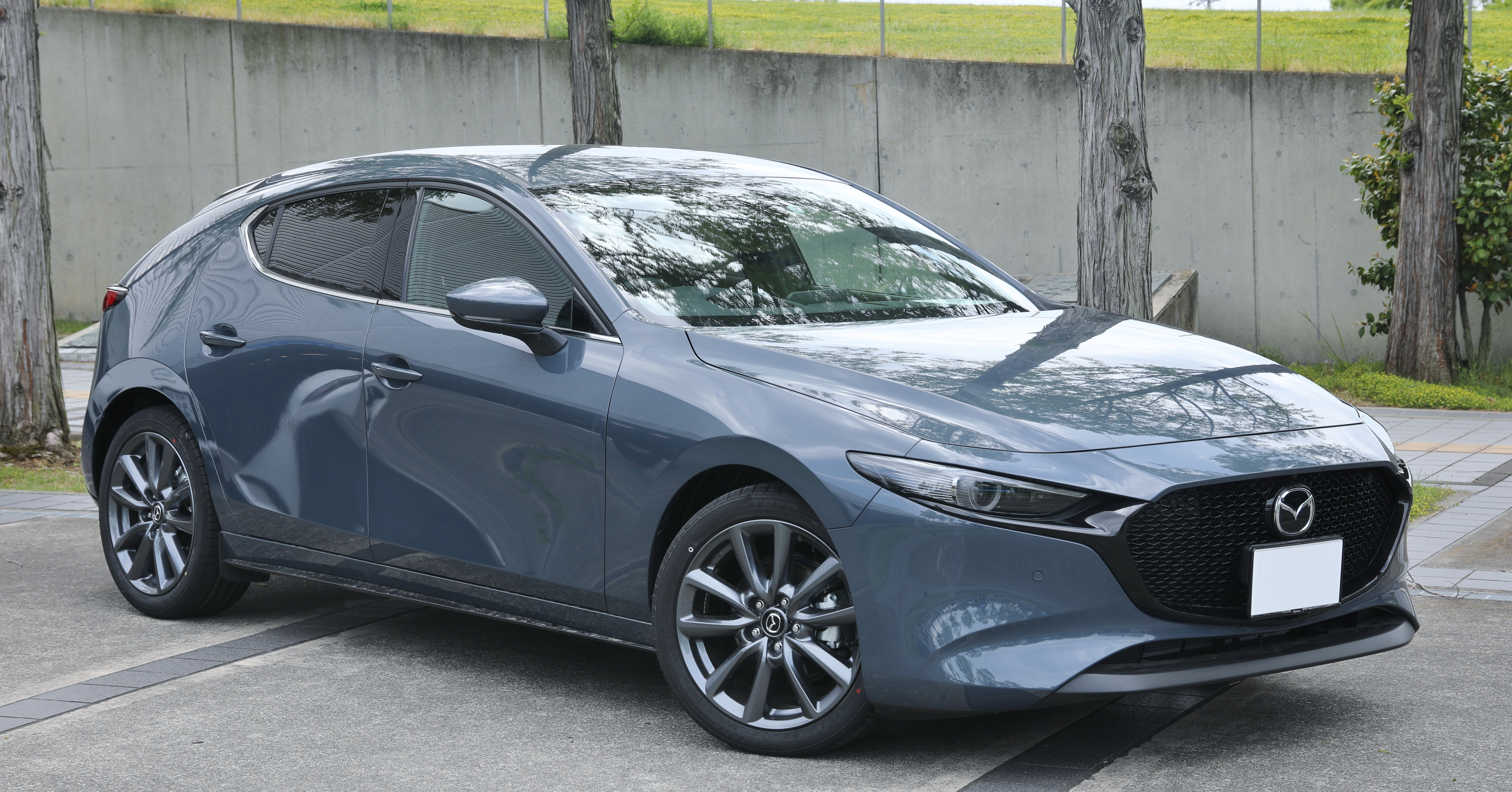
سيارة من شركة مازدا اليابانية للسيارات.
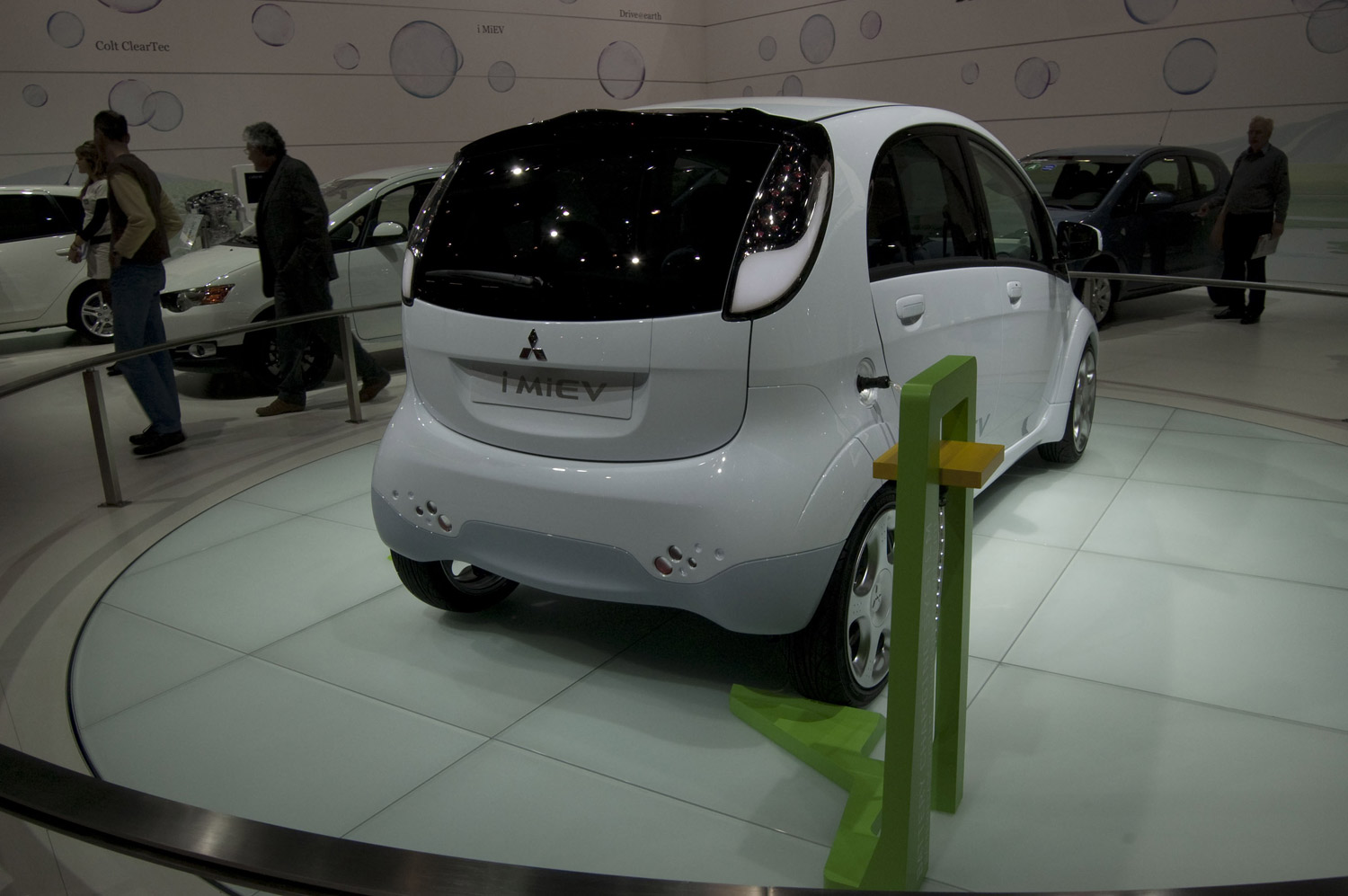
سيارة كهربائية من شركة ميتسوبيشي اليابانية.
لوغو شركة اكيورا اليابانية لبيع السيارات.
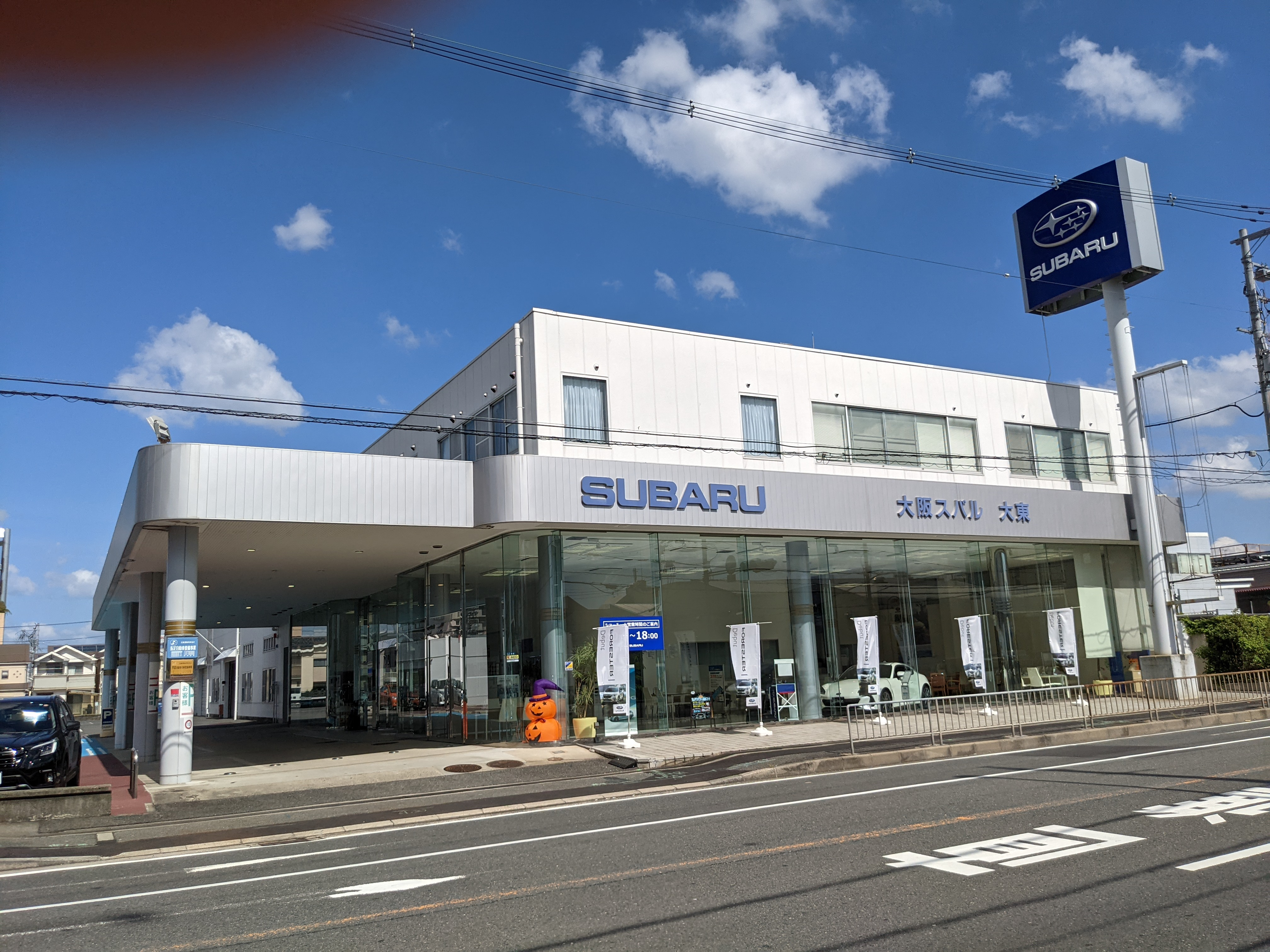
معرض شركة سوبارو اليابانية لبيع السيارات.

## الابتكار التكنولوجي
تشتهر صناعة السيارات في اليابان بالابتكار التكنولوجي والأبحاث الدقيقة. تعمل الشركات اليابانية على تطوير التقنيات الجديدة مثل الهجينة والكهربائية والمركبات ذاتية القيادة.

## الجودة والموثوقية
تشتهر السيارات اليابانية بجودتها العالية وموثوقيتها. تمتاز السيارات اليابانية بالأداء الممتاز والتصميم العملي والتقنيات المتقدمة.

## السوق العالمية
تتواجد شركات السيارات اليابانية بقوة على الصعيد العالمي. تصدر اليابان العديد من السيارات إلى أسواق مختلفة حول العالم وتحظى بشعبية كبيرة في العديد من الدول.

## التزام بالبيئة
تلتزم الشركات اليابانية للسيارات بتطوير مركبات صديقة للبيئة. تعمل على تقليل انبعاثات الغازات الضارة وتحسين كفاءة استهلاك الوقود.

## التعاون الصناعي
يوجد تعاون واسع في صناعة السيارات في اليابان بين الشركات المصنعة والموردين والشركات التكنولوجية الأخرى. يتم التركيز على تحسين العمليات وتقليل التكاليف وتعزيز الابتكار من خلال هذا التعاون.
صناعة السيارات في اليابان لها تأثير كبير على الاقتصاد الوطني والتجارة العالمية. الجودة والابتكار والاهتمام بالبيئة يجعل صناعة السيارات اليابانية تتمتع بسمعة قوية في جميع أنحاء العالم.

## مميزات صناعة السيارات في اليابان
لصناعة السيارات اليابانية مميزات عديدة مثل:
- الدقة والكفاءة في عمليات التصنيع، حيث تستخدم تقنيات حديثة وأنظمة إنتاج متقدمة. وتعتبر الجودة والموثوقية من أولويات الشركات اليابانية، حيث يتم اختبار وفحص كل سيارة قبل تسليمها للعملاء.
- بالنسبة للتكنولوجيا، تعتبر السيارات الهجينة والكهربائية من الابتكارات الرائدة في صناعة السيارات اليابانية. توفر الشركات اليابانية مجموعة واسعة من السيارات الهجينة والكهربائية، مما يعكس التزامها بالاستدامة البيئية وتحسين كفاءة استهلاك الوقود.
- تتميز صناعة السيارات في اليابان بالتعاون الصناعي والتكامل بين الشركات والموردين. يتم توفير قطع الغيار والمكونات بشكل موثوق وبتكلفة منخفضة، مما يسهم في تحقيق تنافسية أفضل لصناعة السيارات اليابانية.
- صناعة السيارات في اليابان تتمتع بسمعة عالمية بفضل التكنولوجيا المتقدمة والجودة العالية والابتكار المستمر. تستمر الشركات اليابانية في تحسين وتطوير منتجاتها وتوفير سيارات تلبي احتياجات العملاء في الأسواق المحلية والعالمية.